# Lilla Sandsjön, Dalarna
Lilla Sandsjön är en sjö i Ludvika kommun i Dalarna och ingår i Norrströms huvudavrinningsområde. Sjön har en area på 0,361 kvadratkilometer och ligger 291,2 meter över havet. Vid provfiske har abborre, gädda och siklöja fångats i sjön.

## Delavrinningsområde
Lilla Sandsjön ingår i det delavrinningsområde (667066-143622) som SMHI kallar för Mynnar i Kolbäcksån. Medelhöjden är 314 meter över havet och ytan är 24,65 kvadratkilometer. Det finns ett avrinningsområde uppströms, och räknas det in blir den ackumulerade arean 38,04 kvadratkilometer. Storsjöån som avvattnar avrinningsområdet har biflödesordning 4, vilket innebär att vattnet flödar genom totalt 4 vattendrag innan det når havet efter 301 kilometer. Avrinningsområdet består mestadels av skog (70 procent) och sankmarker (23 procent). Avrinningsområdet har 0,36 kvadratkilometer vattenytor vilket ger det en sjöprocent på 1,4 procent.